# Marcoing
Marcoing là một xã ở tỉnh Nord ở miền bắc nước Pháp. Xã này có diện tích 15,11 km², dân số năm 1999 là 1932 người. Xã nằm ở khu vực có độ cao trung bình 51 mét trên mực nước biển.